# 安哈尔特统治者列表
12世纪末13世纪初，阿斯坎尼家族的萨克森公爵兼勃兰登堡藩侯阿尔布雷希特一世“熊”的第七子萨克森公爵伯恩哈德三世称萨克森公爵、阿舍斯莱本伯爵和安哈尔特伯爵。他长子亨利一世得到了沿易北河下游围绕阿舍斯莱本（Aschersleben，阿斯卡尼即是阿舍斯莱本的拉丁语称呼）、贝恩堡、克滕和采尔布斯特的阿斯卡尼本土，并于1218年被封为神圣罗马帝国的安哈尔特亲王，次子阿尔布雷希特二世继承了父亲萨克森公爵的爵位。亨利一世的后代即日后的安哈尔特亲王和安哈尔特公爵，一直延续到1918年德国君主制覆灭。
本文列出了安哈爾特的統治者，他們擁有親王、伯爵和公爵等不同頭銜。阿斯坎尼家族將土地分配給其子嗣，由此日漸衍生了多個支系。為了方便起見，歷史上通常採用縮寫形式，即以「安哈爾特親王」作為主要頭銜，並加上這些親王定居的城市名稱，例如貝恩堡、采爾布斯特、德紹、普勒茨考、克滕、霍伊姆、紹姆堡和沃利茨等等。

## 安哈爾特伯爵（至1218年）
| 肖像             | 名稱                                                                   | 統治年份         | 備註                                                                           |
| ---------------- | ---------------------------------------------------------------------- | ---------------- | ------------------------------------------------------------------------------ |
| 奧托             | 「富爵」奧托 （Otto the Rich） （約1070年 – 1123年2月9日）             | 1100年? – 1123年 | 自1080年起擔任巴倫施泰特伯爵，似乎是第一個獲得「安哈爾特伯爵」稱號的人。       |
| 阿爾布雷希特一世 | 「大熊」阿爾布雷希特 （Albert the Bear） （約1100年 – 1170年11月18日） | 1123年 – 1170年  | 奧托與薩克森公主艾麗卡之子，亦為勃蘭登堡侯爵與薩克森公爵。                     |
| 伯恩哈德         | 伯恩哈德 （Bernhard） （約1140年 – 1212年2月2日）                      | 1170年 – 1212年  | 阿爾布雷希特和溫岑堡的索菲的兒子。自1180年起亦為薩克森公爵（稱伯恩哈德三世）。 |
| 亨利一世         | 亨利一世 （Henry I） （約1170年 – 1252年）                             | 1212年 – 1218年  | 伯恩哈德和丹麥公主碧姬之子。 1218年晉升為親王。                                |

## 安哈爾特親王（1218年-1252年）
| 肖像     | 名稱                                       | 統治年份        | 備註 |
| -------- | ------------------------------------------ | --------------- | ---- |
| 亨利一世 | 亨利一世 （Henry I） （約1170年 – 1252年） | 1218年 – 1252年 |      |

## 第一次分裂 （1252年-1570年）
1252年，亨利一世去世後，安哈爾特被他的三個兒子瓜分：
- 亨利二世成為安哈尔特-阿舍斯萊本親王 ;
- 伯恩哈德一世成為安哈爾特-貝恩堡親王（第一次分封） ;
- 西格弗里德一世成為安哈爾特-采爾布斯特親王（第一次分封）。

1315年，安哈尔特-阿舍斯萊本分支消亡。其土地被併入哈爾伯施塔特主教區。
1396年，安哈爾特-采爾布斯特被约翰二世的兒子們瓜分：
- 西吉斯蒙德一世（英语：Sigismund I, Prince of Anhalt-Dessau）成為安哈爾特-德紹親王（第一次分封） ;
- 阿尔布雷希特四世成為安哈爾特-克滕親王（第一次分封）。

1468年，安哈爾特-貝恩堡分支消亡，其土地被安哈爾特-德紹親王國所吞併。
1544年，安哈爾特-德紹被恩斯特一世的兒子們瓜分：
- 约阿希姆一世繼續成為安哈爾特-德紹親王 ;
- 约翰五世成為安哈爾特-采爾布斯特親王（第二次分封）;
- 格奥尔格三世成為安哈尔特-普勒茨考親王（第一次分封）。

1553年，安哈爾特-普勒茨考的格奥尔格三世去世無嗣。他的土地被併入安哈爾特-采爾布斯特親王國。1562年，安哈爾特-克滕分支滅亡，並同樣被併入安哈爾特-采爾布斯特。1570年，安哈爾特-采爾布斯特的約阿希姆·恩斯特最終成為整個安哈爾特的唯一統治者。
|                | 阿舍斯萊本                                                           | 貝恩堡 | 采爾布斯特 | 采爾布斯特 | 采爾布斯特 |                |
| 1252年- 1266年 | 亨利二世 （Henry II） （亨利一世長子）                               | 伯恩哈德一世 （Bernhard I） （亨利一世次子） | 西格弗里德一世 （Siegfried I） （亨利一世第七子） | 西格弗里德一世 （Siegfried I） （亨利一世第七子） | 西格弗里德一世 （Siegfried I） （亨利一世第七子） | 1252年- 1266年 |
| 1266年- 1283年 | 奧托一世 及 亨利三世 （Otto I & Henry III） （亨利二世長子 及 次子） | 伯恩哈德一世 （Bernhard I） （亨利一世次子） | 西格弗里德一世 （Siegfried I） （亨利一世第七子） | 西格弗里德一世 （Siegfried I） （亨利一世第七子） | 西格弗里德一世 （Siegfried I） （亨利一世第七子） | 1266年- 1283年 |
| 1283年- 1287年 | 奧托一世 （Otto I） （亨利二世長子）                                 | 伯恩哈德一世 （Bernhard I） （亨利一世次子） | 西格弗里德一世 （Siegfried I） （亨利一世第七子） | 西格弗里德一世 （Siegfried I） （亨利一世第七子） | 西格弗里德一世 （Siegfried I） （亨利一世第七子） | 1283年- 1287年 |
| 1287年- 1291年 | 奧托一世 （Otto I） （亨利二世長子）                                 | 約翰一世 及 伯恩哈德二世 （John I & Bernhard II） （伯恩哈德一世長子 及 第三子）                                                                          | 西格弗里德一世 （Siegfried I） （亨利一世第七子） | 西格弗里德一世 （Siegfried I） （亨利一世第七子） | 西格弗里德一世 （Siegfried I） （亨利一世第七子） | 1287年- 1291年 |
| 1291年- 1298年 | 奧托一世 （Otto I） （亨利二世長子）                                 | 伯恩哈德二世 （Bernhard II） （伯恩哈德一世第三子） | 西格弗里德一世 （Siegfried I） （亨利一世第七子） | 西格弗里德一世 （Siegfried I） （亨利一世第七子） | 西格弗里德一世 （Siegfried I） （亨利一世第七子） | 1291年- 1298年 |
| 1298年- 1304年 | 奧托一世 （Otto I） （亨利二世長子）                                 | 伯恩哈德二世 （Bernhard II） （伯恩哈德一世第三子） | 阿爾布雷希特一世 （Albert I） （西格弗里德一世長子） | 阿爾布雷希特一世 （Albert I） （西格弗里德一世長子） | 阿爾布雷希特一世 （Albert I） （西格弗里德一世長子） | 1298年- 1304年 |
| 1304年- 1315年 | 奧托二世 （Otto II） （奧托一世長子）                                | 伯恩哈德二世 （Bernhard II） （伯恩哈德一世第三子） | 阿爾布雷希特一世 （Albert I） （西格弗里德一世長子） | 阿爾布雷希特一世 （Albert I） （西格弗里德一世長子） | 阿爾布雷希特一世 （Albert I） （西格弗里德一世長子） | 1304年- 1315年 |
| 1315年- 1316年 | 安哈爾特-阿舍斯萊本 被併入 哈爾伯施塔特主教區                        | 伯恩哈德二世 （Bernhard II） （伯恩哈德一世第三子） | 阿爾布雷希特一世 （Albert I） （西格弗里德一世長子） | 阿爾布雷希特一世 （Albert I） （西格弗里德一世長子） | 阿爾布雷希特一世 （Albert I） （西格弗里德一世長子） | 1315年- 1316年 |
| 1316年- 1323年 | 安哈爾特-阿舍斯萊本 被併入 哈爾伯施塔特主教區                        | 伯恩哈德二世 （Bernhard II） （伯恩哈德一世第三子） | 阿爾布雷希特二世 及 瓦爾德馬一世 （Albert II & Waldemar I） （阿爾布雷希特一世第三子 及 第四子）                                                                 | 阿爾布雷希特二世 及 瓦爾德馬一世 （Albert II & Waldemar I） （阿爾布雷希特一世第三子 及 第四子）                                                                 | 阿爾布雷希特二世 及 瓦爾德馬一世 （Albert II & Waldemar I） （阿爾布雷希特一世第三子 及 第四子）                                                                | 1316年- 1323年 |
| 1323年- 1348年 | 安哈爾特-阿舍斯萊本 被併入 哈爾伯施塔特主教區                        | 伯恩哈德三世 （Bernhard III） （伯恩哈德二世長子） | 阿爾布雷希特二世 及 瓦爾德馬一世 （Albert II & Waldemar I） （阿爾布雷希特一世第三子 及 第四子）                                                                 | 阿爾布雷希特二世 及 瓦爾德馬一世 （Albert II & Waldemar I） （阿爾布雷希特一世第三子 及 第四子）                                                                 | 阿爾布雷希特二世 及 瓦爾德馬一世 （Albert II & Waldemar I） （阿爾布雷希特一世第三子 及 第四子）                                                                | 1323年- 1348年 |
| 1348年- 1354年 | 安哈爾特-阿舍斯萊本 被併入 哈爾伯施塔特主教區                        | 伯恩哈德四世 （Bernhard IV） （伯恩哈德三世長子） | 阿爾布雷希特二世 及 瓦爾德馬一世 （Albert II & Waldemar I） （阿爾布雷希特一世第三子 及 第四子）                                                                 | 阿爾布雷希特二世 及 瓦爾德馬一世 （Albert II & Waldemar I） （阿爾布雷希特一世第三子 及 第四子）                                                                 | 阿爾布雷希特二世 及 瓦爾德馬一世 （Albert II & Waldemar I） （阿爾布雷希特一世第三子 及 第四子）                                                                | 1348年- 1354年 |
| 1354年- 1362年 | 安哈爾特-阿舍斯萊本 被併入 哈爾伯施塔特主教區                        | 亨利四世 （Henry IV） （伯恩哈德三世次子） | 阿爾布雷希特二世 及 瓦爾德馬一世 （Albert II & Waldemar I） （阿爾布雷希特一世第三子 及 第四子）                                                                 | 阿爾布雷希特二世 及 瓦爾德馬一世 （Albert II & Waldemar I） （阿爾布雷希特一世第三子 及 第四子）                                                                 | 阿爾布雷希特二世 及 瓦爾德馬一世 （Albert II & Waldemar I） （阿爾布雷希特一世第三子 及 第四子）                                                                | 1354年- 1362年 |
| 1362年- 1368年 | 安哈爾特-阿舍斯萊本 被併入 哈爾伯施塔特主教區                        | 亨利四世 （Henry IV） （伯恩哈德三世次子） | 約翰二世 及 瓦爾德馬一世 （John II & Waldemar I） （阿爾布雷希特二世長子 及 阿爾布雷希特一世第四子）                                                             | 約翰二世 及 瓦爾德馬一世 （John II & Waldemar I） （阿爾布雷希特二世長子 及 阿爾布雷希特一世第四子）                                                             | 約翰二世 及 瓦爾德馬一世 （John II & Waldemar I） （阿爾布雷希特二世長子 及 阿爾布雷希特一世第四子）                                                            | 1362年- 1368年 |
| 1368年- 1371年 | 安哈爾特-阿舍斯萊本 被併入 哈爾伯施塔特主教區                        | 亨利四世 （Henry IV） （伯恩哈德三世次子） | 約翰二世 及 瓦爾德馬二世 （John II & Waldemar II） （阿爾布雷希特二世長子 及 瓦爾德馬一世長子）                                                                  | 約翰二世 及 瓦爾德馬二世 （John II & Waldemar II） （阿爾布雷希特二世長子 及 瓦爾德馬一世長子）                                                                  | 約翰二世 及 瓦爾德馬二世 （John II & Waldemar II） （阿爾布雷希特二世長子 及 瓦爾德馬一世長子）                                                                 | 1368年- 1371年 |
| 1371年- 1374年 | 安哈爾特-阿舍斯萊本 被併入 哈爾伯施塔特主教區                        | 亨利四世 （Henry IV） （伯恩哈德三世次子） | 約翰二世 （John II） （阿爾布雷希特二世長子） | 約翰二世 （John II） （阿爾布雷希特二世長子） | 約翰二世 （John II） （阿爾布雷希特二世長子） | 1371年- 1374年 |
| 1374年- 1382年 | 安哈爾特-阿舍斯萊本 被併入 哈爾伯施塔特主教區                        | 奧托三世 （Otto III） （伯恩哈德三世第六子） | 約翰二世 （John II） （阿爾布雷希特二世長子） | 約翰二世 （John II） （阿爾布雷希特二世長子） | 約翰二世 （John II） （阿爾布雷希特二世長子） | 1374年- 1382年 |
| 1382年- 1391年 | 安哈爾特-阿舍斯萊本 被併入 哈爾伯施塔特主教區                        | 奧托三世 （Otto III） （伯恩哈德三世第六子） | 西吉斯蒙德一世、阿爾布雷希特四世 及 瓦爾德馬三世 （Sigismund I, Albert IV & Waldemar III） （約翰二世長子、次子 及 第三子）                                      | 西吉斯蒙德一世、阿爾布雷希特四世 及 瓦爾德馬三世 （Sigismund I, Albert IV & Waldemar III） （約翰二世長子、次子 及 第三子）                                      | 西吉斯蒙德一世、阿爾布雷希特四世 及 瓦爾德馬三世 （Sigismund I, Albert IV & Waldemar III） （約翰二世長子、次子 及 第三子）                                     | 1382年- 1391年 |
| 1391年- 1396年 | 安哈爾特-阿舍斯萊本 被併入 哈爾伯施塔特主教區                        | 奧托三世 （Otto III） （伯恩哈德三世第六子） | 西吉斯蒙德一世 及 阿爾布雷希特四世 （Sigismund I & Albert IV） （約翰二世長子 及 次子）                                                                          | 西吉斯蒙德一世 及 阿爾布雷希特四世 （Sigismund I & Albert IV） （約翰二世長子 及 次子）                                                                          | 西吉斯蒙德一世 及 阿爾布雷希特四世 （Sigismund I & Albert IV） （約翰二世長子 及 次子）                                                                         | 1391年- 1396年 |
| 1396年         | 安哈爾特-阿舍斯萊本 被併入 哈爾伯施塔特主教區                        | 奧托三世 （Otto III） （伯恩哈德三世第六子） | 德紹 | 德紹 | 克滕 | 1396年         |
| 1396年- 1404年 | 安哈爾特-阿舍斯萊本 被併入 哈爾伯施塔特主教區                        | 奧托三世 （Otto III） （伯恩哈德三世第六子） | 西吉斯蒙德一世 （Sigismund I） （約翰二世長子） | 西吉斯蒙德一世 （Sigismund I） （約翰二世長子） | 阿爾布雷希特四世 （Albert IV） （約翰二世次子） | 1396年- 1404年 |
| 1404年- 1405年 | 安哈爾特-阿舍斯萊本 被併入 哈爾伯施塔特主教區                        | 奧托四世 及 伯恩哈德五世 （Otto IV & Bernhard V） （奧托三世次子 及 亨利四世長子）                                                                        | 西吉斯蒙德一世 （Sigismund I） （約翰二世長子） | 西吉斯蒙德一世 （Sigismund I） （約翰二世長子） | 阿爾布雷希特四世 （Albert IV） （約翰二世次子） | 1404年- 1405年 |
| 1405年- 1415年 | 安哈爾特-阿舍斯萊本 被併入 哈爾伯施塔特主教區                        | 奧托四世 及 伯恩哈德五世 （Otto IV & Bernhard V） （奧托三世次子 及 亨利四世長子）                                                                        | 瓦爾德馬四世、格奧爾格一世、西吉斯蒙德二世 及 阿爾布雷希特五世 （Waldemar IV, George I, Sigismund II & Albert V） （西吉斯蒙德一世長子、次子、第四子 及 第五子） | 瓦爾德馬四世、格奧爾格一世、西吉斯蒙德二世 及 阿爾布雷希特五世 （Waldemar IV, George I, Sigismund II & Albert V） （西吉斯蒙德一世長子、次子、第四子 及 第五子） | 阿爾布雷希特四世 （Albert IV） （約翰二世次子） | 1405年- 1415年 |
| 1415年- 1417年 | 安哈爾特-阿舍斯萊本 被併入 哈爾伯施塔特主教區                        | 伯恩哈德五世 （Bernhard V） （亨利四世長子） | 瓦爾德馬四世、格奧爾格一世、西吉斯蒙德二世 及 阿爾布雷希特五世 （Waldemar IV, George I, Sigismund II & Albert V） （西吉斯蒙德一世長子、次子、第四子 及 第五子） | 瓦爾德馬四世、格奧爾格一世、西吉斯蒙德二世 及 阿爾布雷希特五世 （Waldemar IV, George I, Sigismund II & Albert V） （西吉斯蒙德一世長子、次子、第四子 及 第五子） | 阿爾布雷希特四世 （Albert IV） （約翰二世次子） | 1415年- 1417年 |
| 1417年- 1420年 | 安哈爾特-阿舍斯萊本 被併入 哈爾伯施塔特主教區                        | 伯恩哈德五世 （Bernhard V） （亨利四世長子） | 格奧爾格一世、西吉斯蒙德二世 及 阿爾布雷希特五世 （George I, Sigismund II & Albert V） （西吉斯蒙德一世次子、第四子 及 第五子）                                  | 格奧爾格一世、西吉斯蒙德二世 及 阿爾布雷希特五世 （George I, Sigismund II & Albert V） （西吉斯蒙德一世次子、第四子 及 第五子）                                  | 阿爾布雷希特四世 （Albert IV） （約翰二世次子） | 1417年- 1420年 |
| 1420年- 1423年 | 安哈爾特-阿舍斯萊本 被併入 哈爾伯施塔特主教區                        | 伯恩哈德六世 （Bernhard VI） （奧托三世長子） | 格奧爾格一世、西吉斯蒙德二世 及 阿爾布雷希特五世 （George I, Sigismund II & Albert V） （西吉斯蒙德一世次子、第四子 及 第五子）                                  | 格奧爾格一世、西吉斯蒙德二世 及 阿爾布雷希特五世 （George I, Sigismund II & Albert V） （西吉斯蒙德一世次子、第四子 及 第五子）                                  | 阿爾布雷希特四世 （Albert IV） （約翰二世次子） | 1420年- 1423年 |
| 1423年- 1436年 | 安哈爾特-阿舍斯萊本 被併入 哈爾伯施塔特主教區                        | 伯恩哈德六世 （Bernhard VI） （奧托三世長子） | 格奧爾格一世、西吉斯蒙德二世 及 阿爾布雷希特五世 （George I, Sigismund II & Albert V） （西吉斯蒙德一世次子、第四子 及 第五子）                                  | 格奧爾格一世、西吉斯蒙德二世 及 阿爾布雷希特五世 （George I, Sigismund II & Albert V） （西吉斯蒙德一世次子、第四子 及 第五子）                                  | 阿道夫一世 及 瓦爾德馬五世 （Adolph I & Waldemar V） （阿爾布雷希特四世長子 及 次子）                                                                           | 1423年- 1436年 |
| 1436年- 1452年 | 安哈爾特-阿舍斯萊本 被併入 哈爾伯施塔特主教區                        | 伯恩哈德六世 （Bernhard VI） （奧托三世長子） | 格奧爾格一世、西吉斯蒙德二世 及 阿爾布雷希特五世 （George I, Sigismund II & Albert V） （西吉斯蒙德一世次子、第四子 及 第五子）                                  | 格奧爾格一世、西吉斯蒙德二世 及 阿爾布雷希特五世 （George I, Sigismund II & Albert V） （西吉斯蒙德一世次子、第四子 及 第五子）                                  | 阿道夫一世 （Adolph I） （阿爾布雷希特四世長子） | 1436年- 1452年 |
| 1452年- 1468年 | 安哈爾特-阿舍斯萊本 被併入 哈爾伯施塔特主教區                        | 伯恩哈德六世 （Bernhard VI） （奧托三世長子） | 格奧爾格一世 及 阿爾布雷希特五世 （George I & Albert V） （西吉斯蒙德一世次子 及 第五子）                                                                        | 格奧爾格一世 及 阿爾布雷希特五世 （George I & Albert V） （西吉斯蒙德一世次子 及 第五子）                                                                        | 阿道夫一世 （Adolph I） （阿爾布雷希特四世長子） | 1452年- 1468年 |
| 1468年- 1469年 | 安哈爾特-阿舍斯萊本 被併入 哈爾伯施塔特主教區                        | 格奧爾格一世 及 阿爾布雷希特五世 （George I & Albert V） （西吉斯蒙德一世次子 及 第五子）                                                                 | 格奧爾格一世 及 阿爾布雷希特五世 （George I & Albert V） （西吉斯蒙德一世次子 及 第五子）                                                                        | 格奧爾格一世 及 阿爾布雷希特五世 （George I & Albert V） （西吉斯蒙德一世次子 及 第五子）                                                                        | 阿道夫一世 （Adolph I） （阿爾布雷希特四世長子） | 1468年- 1469年 |
| 1469年- 1471年 | 安哈爾特-阿舍斯萊本 被併入 哈爾伯施塔特主教區                        | 格奧爾格一世 （George I） （西吉斯蒙德一世次子） | 格奧爾格一世 （George I） （西吉斯蒙德一世次子） | 格奧爾格一世 （George I） （西吉斯蒙德一世次子） | 阿道夫一世 （Adolph I） （阿爾布雷希特四世長子） | 1469年- 1471年 |
| 1471年- 1473年 | 安哈爾特-阿舍斯萊本 被併入 哈爾伯施塔特主教區                        | 格奧爾格一世 （George I） （西吉斯蒙德一世次子） | 格奧爾格一世 （George I） （西吉斯蒙德一世次子） | 格奧爾格一世 （George I） （西吉斯蒙德一世次子） | 阿道夫一世 及 瓦爾德馬六世 （Adolph I & Waldemar VI） （阿爾布雷希特四世長子 及 格奧爾格一世長子）                                                              | 1471年- 1473年 |
| 1473年- 1474年 | 安哈爾特-阿舍斯萊本 被併入 哈爾伯施塔特主教區                        | 格奧爾格一世 （George I） （西吉斯蒙德一世次子） | 格奧爾格一世 （George I） （西吉斯蒙德一世次子） | 格奧爾格一世 （George I） （西吉斯蒙德一世次子） | 阿爾布雷希特六世 及 瓦爾德馬六世 （Albert VI & Waldemar VI） （阿爾布雷希特四世第五子 及 格奧爾格一世長子）                                                     | 1473年- 1474年 |
| 1474年- 1475年 | 安哈爾特-阿舍斯萊本 被併入 哈爾伯施塔特主教區                        | 恩斯特一世、格奧爾格二世、西吉斯蒙德三世 及 魯道夫四世 （Ernest I, George II, Sigismund III & Rudolph IV） （格奧爾格一世次子、第三子、第四子 及 第五子） | 恩斯特一世、格奧爾格二世、西吉斯蒙德三世 及 魯道夫四世 （Ernest I, George II, Sigismund III & Rudolph IV） （格奧爾格一世次子、第三子、第四子 及 第五子）        | 恩斯特一世、格奧爾格二世、西吉斯蒙德三世 及 魯道夫四世 （Ernest I, George II, Sigismund III & Rudolph IV） （格奧爾格一世次子、第三子、第四子 及 第五子）        | 阿爾布雷希特六世 及 瓦爾德馬六世 （Albert VI & Waldemar VI） （阿爾布雷希特四世第五子 及 格奧爾格一世長子）                                                     | 1474年- 1475年 |
| 1475年- 1487年 | 安哈爾特-阿舍斯萊本 被併入 哈爾伯施塔特主教區                        | 恩斯特一世、格奧爾格二世、西吉斯蒙德三世 及 魯道夫四世 （Ernest I, George II, Sigismund III & Rudolph IV） （格奧爾格一世次子、第三子、第四子 及 第五子） | 恩斯特一世、格奧爾格二世、西吉斯蒙德三世 及 魯道夫四世 （Ernest I, George II, Sigismund III & Rudolph IV） （格奧爾格一世次子、第三子、第四子 及 第五子）        | 恩斯特一世、格奧爾格二世、西吉斯蒙德三世 及 魯道夫四世 （Ernest I, George II, Sigismund III & Rudolph IV） （格奧爾格一世次子、第三子、第四子 及 第五子）        | 菲利普、馬格努斯、阿道夫二世 及 瓦爾德馬六世 （Philip, Magnus, Adolph II & Waldemar VI） （阿爾布雷希特六世獨子、阿道夫一世第三子、第五子 及 格奧爾格一世長子） | 1475年- 1487年 |
| 1487年- 1500年 | 安哈爾特-阿舍斯萊本 被併入 哈爾伯施塔特主教區                        | 恩斯特一世、格奧爾格二世 及 魯道夫四世 （Ernest I, George II & Rudolph IV） （格奧爾格一世次子、第三子 及 第五子）                                        | 恩斯特一世、格奧爾格二世 及 魯道夫四世 （Ernest I, George II & Rudolph IV） （格奧爾格一世次子、第三子 及 第五子）                                               | 恩斯特一世、格奧爾格二世 及 魯道夫四世 （Ernest I, George II & Rudolph IV） （格奧爾格一世次子、第三子 及 第五子）                                               | 菲利普、馬格努斯、阿道夫二世 及 瓦爾德馬六世 （Philip, Magnus, Adolph II & Waldemar VI） （阿爾布雷希特六世獨子、阿道夫一世第三子、第五子 及 格奧爾格一世長子） | 1487年- 1500年 |
| 1500年- 1508年 | 安哈爾特-阿舍斯萊本 被併入 哈爾伯施塔特主教區                        | 恩斯特一世、格奧爾格二世 及 魯道夫四世 （Ernest I, George II & Rudolph IV） （格奧爾格一世次子、第三子 及 第五子）                                        | 恩斯特一世、格奧爾格二世 及 魯道夫四世 （Ernest I, George II & Rudolph IV） （格奧爾格一世次子、第三子 及 第五子）                                               | 恩斯特一世、格奧爾格二世 及 魯道夫四世 （Ernest I, George II & Rudolph IV） （格奧爾格一世次子、第三子 及 第五子）                                               | 馬格努斯、阿道夫二世 及 瓦爾德馬六世 （Magnus, Adolph II & Waldemar VI） （阿道夫一世第三子、第五子 及 格奧爾格一世長子）                                       | 1500年- 1508年 |
| 1508年- 1509年 | 安哈爾特-阿舍斯萊本 被併入 哈爾伯施塔特主教區                        | 恩斯特一世、格奧爾格二世 及 魯道夫四世 （Ernest I, George II & Rudolph IV） （格奧爾格一世次子、第三子 及 第五子）                                        | 恩斯特一世、格奧爾格二世 及 魯道夫四世 （Ernest I, George II & Rudolph IV） （格奧爾格一世次子、第三子 及 第五子）                                               | 恩斯特一世、格奧爾格二世 及 魯道夫四世 （Ernest I, George II & Rudolph IV） （格奧爾格一世次子、第三子 及 第五子）                                               | 沃爾夫岡 （Wolfgang） （瓦爾德馬六世次子） | 1508年- 1509年 |
| 1509年- 1510年 | 安哈爾特-阿舍斯萊本 被併入 哈爾伯施塔特主教區                        | 恩斯特一世 及 魯道夫四世 （Ernest I & Rudolph IV） （格奧爾格一世次子 及 第五子）                                                                         | 恩斯特一世 及 魯道夫四世 （Ernest I & Rudolph IV） （格奧爾格一世次子 及 第五子）                                                                                | 恩斯特一世 及 魯道夫四世 （Ernest I & Rudolph IV） （格奧爾格一世次子 及 第五子）                                                                                | 沃爾夫岡 （Wolfgang） （瓦爾德馬六世次子） | 1509年- 1510年 |
| 1510年- 1516年 | 安哈爾特-阿舍斯萊本 被併入 哈爾伯施塔特主教區                        | 恩斯特一世 （Ernest I） （格奧爾格一世次子） | 恩斯特一世 （Ernest I） （格奧爾格一世次子） | 恩斯特一世 （Ernest I） （格奧爾格一世次子） | 沃爾夫岡 （Wolfgang） （瓦爾德馬六世次子） | 1510年- 1516年 |
| 1516年- 1544年 | 安哈爾特-阿舍斯萊本 被併入 哈爾伯施塔特主教區                        | 約翰五世、格奧爾格三世 及 約阿希姆一世 （John V, George III & Joachim I） （恩斯特一世次子、第三子 及 第四子）                                            | 約翰五世、格奧爾格三世 及 約阿希姆一世 （John V, George III & Joachim I） （恩斯特一世次子、第三子 及 第四子）                                                   | 約翰五世、格奧爾格三世 及 約阿希姆一世 （John V, George III & Joachim I） （恩斯特一世次子、第三子 及 第四子）                                                   | 沃爾夫岡 （Wolfgang） （瓦爾德馬六世次子） | 1516年- 1544年 |
| 1544年         | 安哈爾特-阿舍斯萊本 被併入 哈爾伯施塔特主教區                        | 普勒茨考 | 采爾布斯特 | 德紹 | 沃爾夫岡 （Wolfgang） （瓦爾德馬六世次子） | 1544年         |
| 1544年- 1551年 | 安哈爾特-阿舍斯萊本 被併入 哈爾伯施塔特主教區                        | 格奧爾格三世 （George III） （恩斯特一世第三子） | 約翰五世 （John V） （恩斯特一世次子） | 約阿希姆一世 （Joachim I） （恩斯特一世第四子） | 沃爾夫岡 （Wolfgang） （瓦爾德馬六世次子） | 1544年- 1551年 |
| 1551年- 1553年 | 安哈爾特-阿舍斯萊本 被併入 哈爾伯施塔特主教區                        | 格奧爾格三世 （George III） （恩斯特一世第三子） | 卡爾一世、約阿希姆·恩斯特 及 伯恩哈德七世 （Karl I、Joachim Ernest & Bernhard VII） （約翰五世長子、次子 及 第三子）                                             | 約阿希姆一世 （Joachim I） （恩斯特一世第四子） | 沃爾夫岡 （Wolfgang） （瓦爾德馬六世次子） | 1551年- 1553年 |
| 1553年- 1561年 | 安哈爾特-阿舍斯萊本 被併入 哈爾伯施塔特主教區                        | 卡爾一世、約阿希姆·恩斯特 及 伯恩哈德七世 （Karl I、Joachim Ernest & Bernhard VII） （約翰五世長子、次子 及 第三子）                                      | 卡爾一世、約阿希姆·恩斯特 及 伯恩哈德七世 （Karl I、Joachim Ernest & Bernhard VII） （約翰五世長子、次子 及 第三子）                                             | 約阿希姆一世 （Joachim I） （恩斯特一世第四子） | 沃爾夫岡 （Wolfgang） （瓦爾德馬六世次子） | 1553年- 1561年 |
| 1561年         | 安哈爾特-阿舍斯萊本 被併入 哈爾伯施塔特主教區                        | 約阿希姆·恩斯特 及 伯恩哈德七世 （Joachim Ernest & Bernhard VII） （約翰五世次子 及 第三子）                                                              | 約阿希姆·恩斯特 及 伯恩哈德七世 （Joachim Ernest & Bernhard VII） （約翰五世次子 及 第三子）                                                                     | 約阿希姆一世 （Joachim I） （恩斯特一世第四子） | 沃爾夫岡 （Wolfgang） （瓦爾德馬六世次子） | 1561年         |
| 1561年- 1562年 | 安哈爾特-阿舍斯萊本 被併入 哈爾伯施塔特主教區                        | 約阿希姆·恩斯特 及 伯恩哈德七世 （Joachim Ernest & Bernhard VII） （約翰五世次子 及 第三子）                                                              | 約阿希姆·恩斯特 及 伯恩哈德七世 （Joachim Ernest & Bernhard VII） （約翰五世次子 及 第三子）                                                                     | 約阿希姆·恩斯特 及 伯恩哈德七世 （Joachim Ernest & Bernhard VII） （約翰五世次子 及 第三子）                                                                     | 沃爾夫岡 （Wolfgang） （瓦爾德馬六世次子） | 1561年- 1562年 |
| 1562年- 1570年 | 安哈爾特-阿舍斯萊本 被併入 哈爾伯施塔特主教區                        | 約阿希姆·恩斯特 及 伯恩哈德七世 （Joachim Ernest & Bernhard VII） （約翰五世次子 及 第三子）                                                              | 約阿希姆·恩斯特 及 伯恩哈德七世 （Joachim Ernest & Bernhard VII） （約翰五世次子 及 第三子）                                                                     | 約阿希姆·恩斯特 及 伯恩哈德七世 （Joachim Ernest & Bernhard VII） （約翰五世次子 及 第三子）                                                                     | 約阿希姆·恩斯特 及 伯恩哈德七世 （Joachim Ernest & Bernhard VII） （約翰五世次子 及 第三子）                                                                    | 1562年- 1570年 |
| 1570年         | 安哈爾特-阿舍斯萊本 被併入 哈爾伯施塔特主教區                        | 約阿希姆·恩斯特 （Joachim Ernest） （約翰五世次子） | 約阿希姆·恩斯特 （Joachim Ernest） （約翰五世次子） | 約阿希姆·恩斯特 （Joachim Ernest） （約翰五世次子） | 約阿希姆·恩斯特 （Joachim Ernest） （約翰五世次子） | 1570年         |

## 安哈爾特親王（1570年-1603年）
| 肖像              | 名稱                                                                  | 統治年份        | 備註                                                                              |
| ----------------- | --------------------------------------------------------------------- | --------------- | --------------------------------------------------------------------------------- |
| 約阿希姆·恩斯特   | 約阿希姆·恩斯特 （Joachim Ernest） （1536年10月21日 – 1586年12月6日） | 1570年 – 1586年 | 他去世後，他的七個兒子共同繼承了他的親王爵位。                                    |
| 約翰·格奧爾格一世 | 約翰·格奧爾格 （John George I） （1567年5月9日 – 1618年5月24日）      | 1586年 – 1603年 | 約阿希姆·恩斯特與巴爾比-慕林根的阿格尼絲的長子。                                  |
| 克里斯蒂安一世    | 克里斯蒂安 （Christian I） （1567年5月11日 – 1630年4月17日）          | 1586年 – 1603年 | 約阿希姆·恩斯特與巴爾比-慕林根的阿格尼絲的次子。                                  |
| 伯恩哈德          | 伯恩哈德八世 （Bernard VIII） （1571年9月25日 – 1596年11月24日）      | 1586年 – 1596年 | 約阿希姆·恩斯特的第三個兒子，也是他與第二任妻子符騰堡的艾蕾諾爾所生的第一個兒子。 |
| 奧古斯特          | 奧古斯特 （Augustus） （1575年7月14日 – 1653年8月22日）               | 1586年 – 1603年 | 約阿希姆·恩斯特的第四個兒子，也是他與第二任妻子符騰堡的艾蕾諾爾所生的第二個兒子。 |
| 魯道夫            | 魯道夫 （Rudolf） （1576年10月28日 – 1621年7月30日）                  | 1586年 – 1603年 | 約阿希姆·恩斯特的第五個兒子，也是他與第二任妻子符騰堡的艾蕾諾爾所生的第三個兒子。 |
| 約翰·恩斯特       | 約翰·恩斯特 （John Ernest） （1578年5月1日 – 1601年12月12日）         | 1586年 – 1601年 | 約阿希姆·恩斯特的第六個兒子，也是他與第二任妻子符騰堡的艾蕾諾爾所生的第四個兒子。 |
| 路德維希一世      | 路德維希 （Louis I） （1579年6月17日 – 1650年1月7日）                 | 1586年 – 1603年 | 約阿希姆·恩斯特的第七個兒子，也是他與第二任妻子符騰堡的艾蕾諾爾所生的第五個兒子。 |

## 第二次分裂 （1603年-1863年）
1603年，約阿希姆·恩斯特倖存的五個兒子再次將安哈爾特瓜分：
- 約翰·格奧爾格一世成為安哈爾特-德紹親王（第二次分封） ;
- 克里斯蒂安一世成為安哈爾特-貝恩堡親王（第二次分封，1863年絕嗣） ;
- 奧古斯特成為安哈爾特-普勒茨考親王（第三次分封，1847年絕嗣） ;
- 魯道夫成為安哈爾特-采爾布斯特親王（第三次分封，1793年絕嗣） ;
- 路德維希一世成為安哈爾特-克滕親王（第三次分封，1665年絕嗣）。

1635年，克里斯蒂安一世的小兒子腓特烈建立了安哈爾特-哈茨格羅德親王國。該親王國於1709年與安哈爾特-貝恩堡合併。
安哈爾特-克滕支系於1665年消亡，克滕轉由安哈爾特-普勒茨考支系所繼承。隨著普勒茨考支系改為繼承克滕，普勒茨考被安哈爾特-貝恩堡收回。
1667年，約翰六世（安哈爾特-采爾布斯特公爵）去世後，其土地被分給其三個兒子，形成了安哈爾特-米林根親王國（Principality of Anhalt-Mühlingen）和安哈爾特-多恩堡親王國（Principality of Anhalt-Dornburg）。安哈爾特-米林根於1714年重新併入安哈爾特-采爾布斯特，而安哈爾特-多恩堡支系的親王則在1742年長系絕嗣後，替代長系繼承了采爾布斯特。
1718年，安哈爾特-貝恩堡的維克多·阿瑪迪斯去世後，他的土地被分給了他的兩個兒子，小兒子成為了安哈爾特-蔡茨-霍伊姆親王國的親王。1727年，該親王國更名為安哈尔特-贝恩堡-绍姆堡-霍伊姆，並於1812年與安哈爾特-貝恩堡公國合併。
安哈爾特-采爾布斯特旁系最終於1793年完全消亡。其領地被當時家族的其他剩餘分支所瓜分。
1803年安哈爾特-貝恩堡獲晉升成為公國，到了1806年安哈爾特-克滕亦升為公國，而安哈爾特-德紹則於1807年升為公國。安哈爾特-克滕支系於1847年消亡，而安哈爾特-貝恩堡支系則於1863年絕嗣，最終安哈爾特-德紹支系的安哈爾特公爵利奧波德四世得以重新統一安哈爾特。
|                | 德紹                                                                            | 貝恩堡                                                                                      | 貝恩堡 | 普勒茨考 | 采爾布斯特 | 采爾布斯特 | 采爾布斯特 | 克滕 | 克滕                                                                        |                |
| 1603年- 1618年 | 約翰·格奧爾格一世 （John George I） （約阿希姆·恩斯特 長子）                    | 克里斯蒂安 （Christian I） （約阿希姆·恩斯特次子）                                          | 克里斯蒂安 （Christian I） （約阿希姆·恩斯特次子）                                                                   | 奧古斯特 （Augustus） （約阿希姆·恩斯特第四子）                                                                      | 魯道夫 （Rudolph） （約阿希姆·恩斯特第五子）                                                                        | 魯道夫 （Rudolph） （約阿希姆·恩斯特第五子）                                                                        | 魯道夫 （Rudolph） （約阿希姆·恩斯特第五子） | 路德維希一世 （Louis I） （約阿希姆·恩斯特第七子）                                                                           | 路德維希一世 （Louis I） （約阿希姆·恩斯特第七子）                          | 1603年- 1618年 |
| 1618年- 1621年 | 約翰·卡西米爾 （John Casimir） （約翰·格奧爾格一世 長子）                       | 克里斯蒂安 （Christian I） （約阿希姆·恩斯特次子）                                          | 克里斯蒂安 （Christian I） （約阿希姆·恩斯特次子）                                                                   | 奧古斯特 （Augustus） （約阿希姆·恩斯特第四子）                                                                      | 魯道夫 （Rudolph） （約阿希姆·恩斯特第五子）                                                                        | 魯道夫 （Rudolph） （約阿希姆·恩斯特第五子）                                                                        | 魯道夫 （Rudolph） （約阿希姆·恩斯特第五子） | 路德維希一世 （Louis I） （約阿希姆·恩斯特第七子）                                                                           | 路德維希一世 （Louis I） （約阿希姆·恩斯特第七子）                          | 1618年- 1621年 |
| 1621年- 1630年 | 約翰·卡西米爾 （John Casimir） （約翰·格奧爾格一世 長子）                       | 克里斯蒂安 （Christian I） （約阿希姆·恩斯特次子）                                          | 克里斯蒂安 （Christian I） （約阿希姆·恩斯特次子）                                                                   | 奧古斯特 （Augustus） （約阿希姆·恩斯特第四子）                                                                      | 約翰六世 （John IV） （魯道夫獨子）                                                                                 | 約翰六世 （John IV） （魯道夫獨子）                                                                                 | 約翰六世 （John IV） （魯道夫獨子） | 路德維希一世 （Louis I） （約阿希姆·恩斯特第七子）                                                                           | 路德維希一世 （Louis I） （約阿希姆·恩斯特第七子）                          | 1621年- 1630年 |
| 1630年- 1635年 | 約翰·卡西米爾 （John Casimir） （約翰·格奧爾格一世 長子）                       | 克里斯蒂安二世 （Christian II） （克里斯蒂安一世長子）                                      | 克里斯蒂安二世 （Christian II） （克里斯蒂安一世長子）                                                               | 奧古斯特 （Augustus） （約阿希姆·恩斯特第四子）                                                                      | 約翰六世 （John IV） （魯道夫獨子）                                                                                 | 約翰六世 （John IV） （魯道夫獨子）                                                                                 | 約翰六世 （John IV） （魯道夫獨子） | 路德維希一世 （Louis I） （約阿希姆·恩斯特第七子）                                                                           | 路德維希一世 （Louis I） （約阿希姆·恩斯特第七子）                          | 1630年- 1635年 |
| 1635年- 1650年 | 約翰·卡西米爾 （John Casimir） （約翰·格奧爾格一世 長子）                       | 哈茨格羅德系 腓特烈 （Frederick） （克里斯蒂安一世 第三子）                                 | 貝恩堡系 克里斯蒂安二世 （Christian II） （克里斯蒂安一世 長子）                                                     | 奧古斯特 （Augustus） （約阿希姆·恩斯特第四子）                                                                      | 約翰六世 （John IV） （魯道夫獨子）                                                                                 | 約翰六世 （John IV） （魯道夫獨子）                                                                                 | 約翰六世 （John IV） （魯道夫獨子） | 路德維希一世 （Louis I） （約阿希姆·恩斯特第七子）                                                                           | 路德維希一世 （Louis I） （約阿希姆·恩斯特第七子）                          | 1635年- 1650年 |
| 1650年- 1653年 | 約翰·卡西米爾 （John Casimir） （約翰·格奧爾格一世 長子）                       | 哈茨格羅德系 腓特烈 （Frederick） （克里斯蒂安一世 第三子）                                 | 貝恩堡系 克里斯蒂安二世 （Christian II） （克里斯蒂安一世 長子）                                                     | 奧古斯特 （Augustus） （約阿希姆·恩斯特第四子）                                                                      | 約翰六世 （John IV） （魯道夫獨子）                                                                                 | 約翰六世 （John IV） （魯道夫獨子）                                                                                 | 約翰六世 （John IV） （魯道夫獨子） | 威廉·路德維希 （William Louis） （路德維希一世次子）                                                                         | 威廉·路德維希 （William Louis） （路德維希一世次子）                        | 1650年- 1653年 |
| 1653年- 1654年 | 約翰·卡西米爾 （John Casimir） （約翰·格奧爾格一世 長子）                       | 哈茨格羅德系 腓特烈 （Frederick） （克里斯蒂安一世 第三子）                                 | 貝恩堡系 克里斯蒂安二世 （Christian II） （克里斯蒂安一世 長子）                                                     | 恩斯特·戈特利伯、 萊布雷希特 及 埃曼努爾 （Ernest Gottlieb, Lebrecht & Emmanuel） （奧古斯特長子、 次子 及 第三子）  | 約翰六世 （John IV） （魯道夫獨子）                                                                                 | 約翰六世 （John IV） （魯道夫獨子）                                                                                 | 約翰六世 （John IV） （魯道夫獨子） | 威廉·路德維希 （William Louis） （路德維希一世次子）                                                                         | 威廉·路德維希 （William Louis） （路德維希一世次子）                        | 1653年- 1654年 |
| 1654年- 1656年 | 約翰·卡西米爾 （John Casimir） （約翰·格奧爾格一世 長子）                       | 哈茨格羅德系 腓特烈 （Frederick） （克里斯蒂安一世 第三子）                                 | 貝恩堡系 克里斯蒂安二世 （Christian II） （克里斯蒂安一世 長子）                                                     | 萊布雷希特 及 埃曼努爾 （Lebrecht & Emmanuel） （奧古斯特次子 及 第三子）                                            | 約翰六世 （John IV） （魯道夫獨子）                                                                                 | 約翰六世 （John IV） （魯道夫獨子）                                                                                 | 約翰六世 （John IV） （魯道夫獨子） | 威廉·路德維希 （William Louis） （路德維希一世次子）                                                                         | 威廉·路德維希 （William Louis） （路德維希一世次子）                        | 1654年- 1656年 |
| 1656年- 1660年 | 約翰·卡西米爾 （John Casimir） （約翰·格奧爾格一世 長子）                       | 哈茨格羅德系 腓特烈 （Frederick） （克里斯蒂安一世 第三子）                                 | 貝恩堡系 維克多·阿瑪迪斯 （Victor Amadeus） （克里斯蒂安二世 獨子）                                                  | 萊布雷希特 及 埃曼努爾 （Lebrecht & Emmanuel） （奧古斯特次子 及 第三子）                                            | 約翰六世 （John IV） （魯道夫獨子）                                                                                 | 約翰六世 （John IV） （魯道夫獨子）                                                                                 | 約翰六世 （John IV） （魯道夫獨子） | 威廉·路德維希 （William Louis） （路德維希一世次子）                                                                         | 威廉·路德維希 （William Louis） （路德維希一世次子）                        | 1656年- 1660年 |
| 1660年- 1665年 | 約翰·格奧爾格二世 （Victor Amadeus） （約翰·卡西米爾 獨子）                     | 哈茨格羅德系 腓特烈 （Frederick） （克里斯蒂安一世 第三子）                                 | 貝恩堡系 維克多·阿瑪迪斯 （Victor Amadeus） （克里斯蒂安二世 獨子）                                                  | 萊布雷希特 及 埃曼努爾 （Lebrecht & Emmanuel） （奧古斯特次子 及 第三子）                                            | 約翰六世 （John IV） （魯道夫獨子）                                                                                 | 約翰六世 （John IV） （魯道夫獨子）                                                                                 | 約翰六世 （John IV） （魯道夫獨子） | 威廉·路德維希 （William Louis） （路德維希一世次子）                                                                         | 威廉·路德維希 （William Louis） （路德維希一世次子）                        | 1660年- 1665年 |
| 1665年- 1667年 | 約翰·格奧爾格二世 （Victor Amadeus） （約翰·卡西米爾 獨子）                     | 哈茨格羅德系 腓特烈 （Frederick） （克里斯蒂安一世 第三子）                                 | 維克多·阿瑪迪斯 （Victor Amadeus） （克里斯蒂安二世獨子）                                                            | 維克多·阿瑪迪斯 （Victor Amadeus） （克里斯蒂安二世獨子）                                                            | 約翰六世 （John IV） （魯道夫獨子）                                                                                 | 約翰六世 （John IV） （魯道夫獨子）                                                                                 | 約翰六世 （John IV） （魯道夫獨子） | 萊布雷希特 及 埃曼努爾 （Lebrecht & Emmanuel） （奧古斯特次子 及 第三子）                                                    | 萊布雷希特 及 埃曼努爾 （Lebrecht & Emmanuel） （奧古斯特次子 及 第三子）   | 1665年- 1667年 |
| 1667年- 1669年 | 約翰·格奧爾格二世 （Victor Amadeus） （約翰·卡西米爾 獨子）                     | 哈茨格羅德系 腓特烈 （Frederick） （克里斯蒂安一世 第三子）                                 | 維克多·阿瑪迪斯 （Victor Amadeus） （克里斯蒂安二世獨子）                                                            | 維克多·阿瑪迪斯 （Victor Amadeus） （克里斯蒂安二世獨子）                                                            | 采爾布斯特系 卡爾·威廉 （Charles William） （約翰六世第三子）                                                       | 米林根系 安東·京特爾 （Anthony Günther） （約翰六世第四子）                                                         | 多恩堡系 約翰·路德維希一世 （John Louis I） （約翰六世第六子） | 萊布雷希特 及 埃曼努爾 （Lebrecht & Emmanuel） （奧古斯特次子 及 第三子）                                                    | 萊布雷希特 及 埃曼努爾 （Lebrecht & Emmanuel） （奧古斯特次子 及 第三子）   | 1667年- 1669年 |
| 1669年- 1670年 | 約翰·格奧爾格二世 （Victor Amadeus） （約翰·卡西米爾 獨子）                     | 哈茨格羅德系 腓特烈 （Frederick） （克里斯蒂安一世 第三子）                                 | 維克多·阿瑪迪斯 （Victor Amadeus） （克里斯蒂安二世獨子）                                                            | 維克多·阿瑪迪斯 （Victor Amadeus） （克里斯蒂安二世獨子）                                                            | 采爾布斯特系 卡爾·威廉 （Charles William） （約翰六世第三子）                                                       | 米林根系 安東·京特爾 （Anthony Günther） （約翰六世第四子）                                                         | 多恩堡系 約翰·路德維希一世 （John Louis I） （約翰六世第六子） | 埃曼努爾 （Emmanuel） （奧古斯特第三子）                                                                                     | 埃曼努爾 （Emmanuel） （奧古斯特第三子）                                    | 1669年- 1670年 |
| 1670年- 1693年 | 約翰·格奧爾格二世 （Victor Amadeus） （約翰·卡西米爾 獨子）                     | 哈茨格羅德系 威廉·路德維希 （William Louis） （腓特烈獨子）                                 | 維克多·阿瑪迪斯 （Victor Amadeus） （克里斯蒂安二世獨子）                                                            | 維克多·阿瑪迪斯 （Victor Amadeus） （克里斯蒂安二世獨子）                                                            | 采爾布斯特系 卡爾·威廉 （Charles William） （約翰六世第三子）                                                       | 米林根系 安東·京特爾 （Anthony Günther） （約翰六世第四子）                                                         | 多恩堡系 約翰·路德維希一世 （John Louis I） （約翰六世第六子） | 埃曼努爾·萊布雷希特 （Emmanuel-Lebrecht） （埃曼努爾獨子）                                                                   | 埃曼努爾·萊布雷希特 （Emmanuel-Lebrecht） （埃曼努爾獨子）                  | 1670年- 1693年 |
| 1693年- 1704年 | 利奧波德一世 （Leopold I） （約翰·格奧爾格二世 次子）                           | 哈茨格羅德系 威廉·路德維希 （William Louis） （腓特烈獨子）                                 | 維克多·阿瑪迪斯 （Victor Amadeus） （克里斯蒂安二世獨子）                                                            | 維克多·阿瑪迪斯 （Victor Amadeus） （克里斯蒂安二世獨子）                                                            | 采爾布斯特系 卡爾·威廉 （Charles William） （約翰六世第三子）                                                       | 米林根系 安東·京特爾 （Anthony Günther） （約翰六世第四子）                                                         | 多恩堡系 約翰·路德維希一世 （John Louis I） （約翰六世第六子） | 埃曼努爾·萊布雷希特 （Emmanuel-Lebrecht） （埃曼努爾獨子）                                                                   | 埃曼努爾·萊布雷希特 （Emmanuel-Lebrecht） （埃曼努爾獨子）                  | 1693年- 1704年 |
| 1704年- 1709年 | 利奧波德一世 （Leopold I） （約翰·格奧爾格二世 次子）                           | 哈茨格羅德系 威廉·路德維希 （William Louis） （腓特烈獨子）                                 | 維克多·阿瑪迪斯 （Victor Amadeus） （克里斯蒂安二世獨子）                                                            | 維克多·阿瑪迪斯 （Victor Amadeus） （克里斯蒂安二世獨子）                                                            | 采爾布斯特系 卡爾·威廉 （Charles William） （約翰六世第三子）                                                       | 米林根系 安東·京特爾 （Anthony Günther） （約翰六世第四子）                                                         | 多恩堡系 約翰·路德維希二世、 約翰·奧古斯特、 克里斯蒂安·奧古斯特、 克里斯蒂安·路德維希 及 約翰·腓特烈 （John Louis II, John Augustus, Christian Augustus, Christian Louis & John Frederick） （約翰·路德維希一世 長子、次子、第三子、 第四子 及 第五子） | 利奧波德 （Leopold） （埃曼努爾·萊布雷希特次子）                                                                             | 利奧波德 （Leopold） （埃曼努爾·萊布雷希特次子）                            | 1704年- 1709年 |
| 1709年- 1710年 | 利奧波德一世 （Leopold I） （約翰·格奧爾格二世 次子）                           | 維克多·阿瑪迪斯 （Victor Amadeus） （克里斯蒂安二世獨子）                                   | 維克多·阿瑪迪斯 （Victor Amadeus） （克里斯蒂安二世獨子）                                                            | 維克多·阿瑪迪斯 （Victor Amadeus） （克里斯蒂安二世獨子）                                                            | 采爾布斯特系 卡爾·威廉 （Charles William） （約翰六世第三子）                                                       | 米林根系 安東·京特爾 （Anthony Günther） （約翰六世第四子）                                                         | 多恩堡系 約翰·路德維希二世、 克里斯蒂安·奧古斯特、 克里斯蒂安·路德維希 及 約翰·腓特烈 （John Louis II, Christian Augustus, Christian Louis & John Frederick） （約翰·路德維希一世 長子、第三子、 第四子 及 第五子）                                      | 利奧波德 （Leopold） （埃曼努爾·萊布雷希特次子）                                                                             | 利奧波德 （Leopold） （埃曼努爾·萊布雷希特次子）                            | 1709年- 1710年 |
| 1710年- 1714年 | 利奧波德一世 （Leopold I） （約翰·格奧爾格二世 次子）                           | 維克多·阿瑪迪斯 （Victor Amadeus） （克里斯蒂安二世獨子）                                   | 維克多·阿瑪迪斯 （Victor Amadeus） （克里斯蒂安二世獨子）                                                            | 維克多·阿瑪迪斯 （Victor Amadeus） （克里斯蒂安二世獨子）                                                            | 采爾布斯特系 卡爾·威廉 （Charles William） （約翰六世第三子）                                                       | 米林根系 安東·京特爾 （Anthony Günther） （約翰六世第四子）                                                         | 多恩堡系 約翰·路德維希二世、 克里斯蒂安·奧古斯特、 及 約翰·腓特烈 （John Louis II, Christian Augustus & John Frederick） （約翰·路德維希一世 長子、第三子 及 第五子）                                                                                    | 利奧波德 （Leopold） （埃曼努爾·萊布雷希特次子）                                                                             | 利奧波德 （Leopold） （埃曼努爾·萊布雷希特次子）                            | 1710年- 1714年 |
| 1714年- 1718年 | 利奧波德一世 （Leopold I） （約翰·格奧爾格二世 次子）                           | 維克多·阿瑪迪斯 （Victor Amadeus） （克里斯蒂安二世獨子）                                   | 維克多·阿瑪迪斯 （Victor Amadeus） （克里斯蒂安二世獨子）                                                            | 維克多·阿瑪迪斯 （Victor Amadeus） （克里斯蒂安二世獨子）                                                            | 采爾布斯特系 卡爾·威廉 （Charles William） （約翰六世第三子）                                                       | 采爾布斯特系 卡爾·威廉 （Charles William） （約翰六世第三子）                                                       | 多恩堡系 約翰·路德維希二世、 克里斯蒂安·奧古斯特、 及 約翰·腓特烈 （John Louis II, Christian Augustus & John Frederick） （約翰·路德維希一世 長子、第三子 及 第五子）                                                                                    | 利奧波德 （Leopold） （埃曼努爾·萊布雷希特次子）                                                                             | 利奧波德 （Leopold） （埃曼努爾·萊布雷希特次子）                            | 1714年- 1718年 |
| 1718年- 1721年 | 利奧波德一世 （Leopold I） （約翰·格奧爾格二世 次子）                           | 蔡茨-霍伊姆系 萊布雷希特 （Lebrecht） （維克多·阿瑪迪斯 次子）                              | 卡爾·腓特烈 （Charles Frederick） （維克多·阿瑪迪斯長子）                                                            | 卡爾·腓特烈 （Charles Frederick） （維克多·阿瑪迪斯長子）                                                            | 采爾布斯特系 約翰·奧古斯特 （John Augustus） （卡爾·威廉長子）                                                      | 采爾布斯特系 約翰·奧古斯特 （John Augustus） （卡爾·威廉長子）                                                      | 多恩堡系 約翰·路德維希二世、 克里斯蒂安·奧古斯特、 及 約翰·腓特烈 （John Louis II, Christian Augustus & John Frederick） （約翰·路德維希一世 長子、第三子 及 第五子）                                                                                    | 利奧波德 （Leopold） （埃曼努爾·萊布雷希特次子）                                                                             | 利奧波德 （Leopold） （埃曼努爾·萊布雷希特次子）                            | 1718年- 1721年 |
| 1721年- 1727年 | 利奧波德一世 （Leopold I） （約翰·格奧爾格二世 次子）                           | 蔡茨-霍伊姆系 萊布雷希特 （Lebrecht） （維克多·阿瑪迪斯 次子）                              | 維克多·腓特烈 （Victor Frederick） （卡爾·腓特烈次子）                                                               | 維克多·腓特烈 （Victor Frederick） （卡爾·腓特烈次子）                                                               | 采爾布斯特系 約翰·奧古斯特 （John Augustus） （卡爾·威廉長子）                                                      | 采爾布斯特系 約翰·奧古斯特 （John Augustus） （卡爾·威廉長子）                                                      | 多恩堡系 約翰·路德維希二世、 克里斯蒂安·奧古斯特、 及 約翰·腓特烈 （John Louis II, Christian Augustus & John Frederick） （約翰·路德維希一世 長子、第三子 及 第五子）                                                                                    | 利奧波德 （Leopold） （埃曼努爾·萊布雷希特次子）                                                                             | 利奧波德 （Leopold） （埃曼努爾·萊布雷希特次子）                            | 1721年- 1727年 |
| 1727年- 1728年 | 利奧波德一世 （Leopold I） （約翰·格奧爾格二世 次子）                           | 贝恩堡-绍姆堡- 霍伊姆系 維克多一世 （Victor I） （萊布雷希特 長子）                         | 維克多·腓特烈 （Victor Frederick） （卡爾·腓特烈次子）                                                               | 維克多·腓特烈 （Victor Frederick） （卡爾·腓特烈次子）                                                               | 采爾布斯特系 約翰·奧古斯特 （John Augustus） （卡爾·威廉長子）                                                      | 采爾布斯特系 約翰·奧古斯特 （John Augustus） （卡爾·威廉長子）                                                      | 多恩堡系 約翰·路德維希二世、 克里斯蒂安·奧古斯特、 及 約翰·腓特烈 （John Louis II, Christian Augustus & John Frederick） （約翰·路德維希一世 長子、第三子 及 第五子）                                                                                    | 利奧波德 （Leopold） （埃曼努爾·萊布雷希特次子）                                                                             | 利奧波德 （Leopold） （埃曼努爾·萊布雷希特次子）                            | 1727年- 1728年 |
| 1721年- 1742年 | 利奧波德一世 （Leopold I） （約翰·格奧爾格二世 次子）                           | 贝恩堡-绍姆堡- 霍伊姆系 維克多一世 （Victor I） （萊布雷希特 長子）                         | 維克多·腓特烈 （Victor Frederick） （卡爾·腓特烈次子）                                                               | 維克多·腓特烈 （Victor Frederick） （卡爾·腓特烈次子）                                                               | 采爾布斯特系 約翰·奧古斯特 （John Augustus） （卡爾·威廉長子）                                                      | 采爾布斯特系 約翰·奧古斯特 （John Augustus） （卡爾·威廉長子）                                                      | 多恩堡系 約翰·路德維希二世、 克里斯蒂安·奧古斯特、 及 約翰·腓特烈 （John Louis II, Christian Augustus & John Frederick） （約翰·路德維希一世 長子、第三子 及 第五子）                                                                                    | 奧古斯特·路德維希 （Augustus Louis） （埃曼努爾·萊布雷希特第三子）                                                           | 奧古斯特·路德維希 （Augustus Louis） （埃曼努爾·萊布雷希特第三子）          | 1721年- 1742年 |
| 1742年- 1746年 | 利奧波德一世 （Leopold I） （約翰·格奧爾格二世 次子）                           | 贝恩堡-绍姆堡- 霍伊姆系 維克多一世 （Victor I） （萊布雷希特 長子）                         | 維克多·腓特烈 （Victor Frederick） （卡爾·腓特烈次子）                                                               | 維克多·腓特烈 （Victor Frederick） （卡爾·腓特烈次子）                                                               | 約翰·路德維希二世 及 克里斯蒂安·奧古斯特 （John Louis II & Christian Augustus） （約翰·路德維希一世長子 及 第三子） | 約翰·路德維希二世 及 克里斯蒂安·奧古斯特 （John Louis II & Christian Augustus） （約翰·路德維希一世長子 及 第三子） | 約翰·路德維希二世 及 克里斯蒂安·奧古斯特 （John Louis II & Christian Augustus） （約翰·路德維希一世長子 及 第三子） | 奧古斯特·路德維希 （Augustus Louis） （埃曼努爾·萊布雷希特第三子）                                                           | 奧古斯特·路德維希 （Augustus Louis） （埃曼努爾·萊布雷希特第三子）          | 1742年- 1746年 |
| 1746年- 1747年 | 利奧波德一世 （Leopold I） （約翰·格奧爾格二世 次子）                           | 贝恩堡-绍姆堡- 霍伊姆系 維克多一世 （Victor I） （萊布雷希特 長子）                         | 維克多·腓特烈 （Victor Frederick） （卡爾·腓特烈次子）                                                               | 維克多·腓特烈 （Victor Frederick） （卡爾·腓特烈次子）                                                               | 克里斯蒂安·奧古斯特 （Christian Augustus） （約翰·路德維希一世第三子）                                              | 克里斯蒂安·奧古斯特 （Christian Augustus） （約翰·路德維希一世第三子）                                              | 克里斯蒂安·奧古斯特 （Christian Augustus） （約翰·路德維希一世第三子） | 奧古斯特·路德維希 （Augustus Louis） （埃曼努爾·萊布雷希特第三子）                                                           | 奧古斯特·路德維希 （Augustus Louis） （埃曼努爾·萊布雷希特第三子）          | 1746年- 1747年 |
| 1747年- 1751年 | 利奧波德二世 （Leopold II） （利奧波德一世次子）                                | 贝恩堡-绍姆堡- 霍伊姆系 維克多一世 （Victor I） （萊布雷希特 長子）                         | 維克多·腓特烈 （Victor Frederick） （卡爾·腓特烈次子）                                                               | 維克多·腓特烈 （Victor Frederick） （卡爾·腓特烈次子）                                                               | 腓特烈·奧古斯特 （Frederick Augustus） （克里斯蒂安·奧古斯特次子）                                                  | 腓特烈·奧古斯特 （Frederick Augustus） （克里斯蒂安·奧古斯特次子）                                                  | 腓特烈·奧古斯特 （Frederick Augustus） （克里斯蒂安·奧古斯特次子） | 奧古斯特·路德維希 （Augustus Louis） （埃曼努爾·萊布雷希特第三子）                                                           | 奧古斯特·路德維希 （Augustus Louis） （埃曼努爾·萊布雷希特第三子）          | 1747年- 1751年 |
| 1751年- 1755年 | 親王: 至1807年 公爵: 1807年起 利奧波德三世 （Leopold III） （利奧波德二世長子） | 贝恩堡-绍姆堡- 霍伊姆系 維克多一世 （Victor I） （萊布雷希特 長子）                         | 維克多·腓特烈 （Victor Frederick） （卡爾·腓特烈次子）                                                               | 維克多·腓特烈 （Victor Frederick） （卡爾·腓特烈次子）                                                               | 腓特烈·奧古斯特 （Frederick Augustus） （克里斯蒂安·奧古斯特次子）                                                  | 腓特烈·奧古斯特 （Frederick Augustus） （克里斯蒂安·奧古斯特次子）                                                  | 腓特烈·奧古斯特 （Frederick Augustus） （克里斯蒂安·奧古斯特次子） | 奧古斯特·路德維希 （Augustus Louis） （埃曼努爾·萊布雷希特第三子）                                                           | 奧古斯特·路德維希 （Augustus Louis） （埃曼努爾·萊布雷希特第三子）          | 1751年- 1755年 |
| 1755年- 1765年 | 親王: 至1807年 公爵: 1807年起 利奧波德三世 （Leopold III） （利奧波德二世長子） | 贝恩堡-绍姆堡- 霍伊姆系 維克多一世 （Victor I） （萊布雷希特 長子）                         | 維克多·腓特烈 （Victor Frederick） （卡爾·腓特烈次子）                                                               | 維克多·腓特烈 （Victor Frederick） （卡爾·腓特烈次子）                                                               | 腓特烈·奧古斯特 （Frederick Augustus） （克里斯蒂安·奧古斯特次子）                                                  | 腓特烈·奧古斯特 （Frederick Augustus） （克里斯蒂安·奧古斯特次子）                                                  | 腓特烈·奧古斯特 （Frederick Augustus） （克里斯蒂安·奧古斯特次子） | 卡尔·格奥尔格 ·莱布雷希特 （Charles Georges Lebrecht） （奧古斯特·路德維希次子）                                             | 普萊斯系 腓特烈·埃爾德曼 （Frederick Erdmann） （奧古斯特·路德維希 第三子） | 1755年- 1765年 |
| 1765年- 1772年 | 親王: 至1807年 公爵: 1807年起 利奧波德三世 （Leopold III） （利奧波德二世長子） | 贝恩堡-绍姆堡- 霍伊姆系 維克多一世 （Victor I） （萊布雷希特 長子）                         | 腓特烈·阿爾布雷希特 （Frederick Albert） （維克多·腓特烈長子）                                                       | 腓特烈·阿爾布雷希特 （Frederick Albert） （維克多·腓特烈長子）                                                       | 腓特烈·奧古斯特 （Frederick Augustus） （克里斯蒂安·奧古斯特次子）                                                  | 腓特烈·奧古斯特 （Frederick Augustus） （克里斯蒂安·奧古斯特次子）                                                  | 腓特烈·奧古斯特 （Frederick Augustus） （克里斯蒂安·奧古斯特次子） | 卡尔·格奥尔格 ·莱布雷希特 （Charles Georges Lebrecht） （奧古斯特·路德維希次子）                                             | 普萊斯系 腓特烈·埃爾德曼 （Frederick Erdmann） （奧古斯特·路德維希 第三子） | 1765年- 1772年 |
| 1772年- 1789年 | 親王: 至1807年 公爵: 1807年起 利奧波德三世 （Leopold III） （利奧波德二世長子） | 贝恩堡-绍姆堡- 霍伊姆系 卡爾·路德維希 （Charles Louis） （維克多一世 次子）                 | 腓特烈·阿爾布雷希特 （Frederick Albert） （維克多·腓特烈長子）                                                       | 腓特烈·阿爾布雷希特 （Frederick Albert） （維克多·腓特烈長子）                                                       | 腓特烈·奧古斯特 （Frederick Augustus） （克里斯蒂安·奧古斯特次子）                                                  | 腓特烈·奧古斯特 （Frederick Augustus） （克里斯蒂安·奧古斯特次子）                                                  | 腓特烈·奧古斯特 （Frederick Augustus） （克里斯蒂安·奧古斯特次子） | 卡尔·格奥尔格 ·莱布雷希特 （Charles Georges Lebrecht） （奧古斯特·路德維希次子）                                             | 普萊斯系 腓特烈·埃爾德曼 （Frederick Erdmann） （奧古斯特·路德維希 第三子） | 1772年- 1789年 |
| 1789年- 1793年 | 親王: 至1807年 公爵: 1807年起 利奧波德三世 （Leopold III） （利奧波德二世長子） | 贝恩堡-绍姆堡- 霍伊姆系 卡爾·路德維希 （Charles Louis） （維克多一世 次子）                 | 腓特烈·阿爾布雷希特 （Frederick Albert） （維克多·腓特烈長子）                                                       | 腓特烈·阿爾布雷希特 （Frederick Albert） （維克多·腓特烈長子）                                                       | 腓特烈·奧古斯特 （Frederick Augustus） （克里斯蒂安·奧古斯特次子）                                                  | 腓特烈·奧古斯特 （Frederick Augustus） （克里斯蒂安·奧古斯特次子）                                                  | 腓特烈·奧古斯特 （Frederick Augustus） （克里斯蒂安·奧古斯特次子） | 親王: 至1806年 公爵: 1806年起 奧古斯特· 克里斯蒂安·腓特烈 （Augustus Christian Frederick） （卡爾·格奧爾格·萊布雷希特 長子） | 普萊斯系 腓特烈·埃爾德曼 （Frederick Erdmann） （奧古斯特·路德維希 第三子） | 1789年- 1793年 |
| 1793年- 1796年 | 親王: 至1807年 公爵: 1807年起 利奧波德三世 （Leopold III） （利奧波德二世長子） | 贝恩堡-绍姆堡- 霍伊姆系 卡爾·路德維希 （Charles Louis） （維克多一世 次子）                 | 腓特烈·阿爾布雷希特 （Frederick Albert） （維克多·腓特烈長子）                                                       | 腓特烈·阿爾布雷希特 （Frederick Albert） （維克多·腓特烈長子）                                                       | （繼承權爭議） | （繼承權爭議） | （繼承權爭議） | 親王: 至1806年 公爵: 1806年起 奧古斯特· 克里斯蒂安·腓特烈 （Augustus Christian Frederick） （卡爾·格奧爾格·萊布雷希特 長子） | 普萊斯系 腓特烈·埃爾德曼 （Frederick Erdmann） （奧古斯特·路德維希 第三子） | 1793年- 1796年 |
| 1796年- 1797年 | 親王: 至1807年 公爵: 1807年起 利奧波德三世 （Leopold III） （利奧波德二世長子） | 贝恩堡-绍姆堡- 霍伊姆系 卡爾·路德維希 （Charles Louis） （維克多一世 次子）                 | 親王: 至1803年 公爵: 1803年起 阿历克塞·腓特烈·克里斯蒂安 （Alexius Frederick Christian） （腓特烈·阿爾布雷希特長子） | 親王: 至1803年 公爵: 1803年起 阿历克塞·腓特烈·克里斯蒂安 （Alexius Frederick Christian） （腓特烈·阿爾布雷希特長子） | （被貝恩堡、德紹及克滕三系瓜分）                                                                                    | （被貝恩堡、德紹及克滕三系瓜分）                                                                                    | （被貝恩堡、德紹及克滕三系瓜分） | 親王: 至1806年 公爵: 1806年起 奧古斯特· 克里斯蒂安·腓特烈 （Augustus Christian Frederick） （卡爾·格奧爾格·萊布雷希特 長子） | 普萊斯系 腓特烈·埃爾德曼 （Frederick Erdmann） （奧古斯特·路德維希 第三子） | 1796年- 1797年 |
| 1797年- 1806年 | 親王: 至1807年 公爵: 1807年起 利奧波德三世 （Leopold III） （利奧波德二世長子） | 贝恩堡-绍姆堡- 霍伊姆系 卡爾·路德維希 （Charles Louis） （維克多一世 次子）                 | 親王: 至1803年 公爵: 1803年起 阿历克塞·腓特烈·克里斯蒂安 （Alexius Frederick Christian） （腓特烈·阿爾布雷希特長子） | 親王: 至1803年 公爵: 1803年起 阿历克塞·腓特烈·克里斯蒂安 （Alexius Frederick Christian） （腓特烈·阿爾布雷希特長子） | （被貝恩堡、德紹及克滕三系瓜分）                                                                                    | （被貝恩堡、德紹及克滕三系瓜分）                                                                                    | （被貝恩堡、德紹及克滕三系瓜分） | 親王: 至1806年 公爵: 1806年起 奧古斯特· 克里斯蒂安·腓特烈 （Augustus Christian Frederick） （卡爾·格奧爾格·萊布雷希特 長子） | 普萊斯系 腓特烈·斐迪南 （Frederick Ferdinand） （腓特烈·埃爾德曼次子）      | 1797年- 1806年 |
| 1806年- 1812年 | 親王: 至1807年 公爵: 1807年起 利奧波德三世 （Leopold III） （利奧波德二世長子） | 贝恩堡-绍姆堡- 霍伊姆系 維克多二世 （Victor II） （卡爾·路德維希 長子）                     | 親王: 至1803年 公爵: 1803年起 阿历克塞·腓特烈·克里斯蒂安 （Alexius Frederick Christian） （腓特烈·阿爾布雷希特長子） | 親王: 至1803年 公爵: 1803年起 阿历克塞·腓特烈·克里斯蒂安 （Alexius Frederick Christian） （腓特烈·阿爾布雷希特長子） | （被貝恩堡、德紹及克滕三系瓜分）                                                                                    | （被貝恩堡、德紹及克滕三系瓜分）                                                                                    | （被貝恩堡、德紹及克滕三系瓜分） | 親王: 至1806年 公爵: 1806年起 奧古斯特· 克里斯蒂安·腓特烈 （Augustus Christian Frederick） （卡爾·格奧爾格·萊布雷希特 長子） | 普萊斯系 腓特烈·斐迪南 （Frederick Ferdinand） （腓特烈·埃爾德曼次子）      | 1806年- 1812年 |
| 1812年         | 親王: 至1807年 公爵: 1807年起 利奧波德三世 （Leopold III） （利奧波德二世長子） | 贝恩堡-绍姆堡- 霍伊姆系 腓特烈 （Frederick） （維克多一世 第七子）                          | 親王: 至1803年 公爵: 1803年起 阿历克塞·腓特烈·克里斯蒂安 （Alexius Frederick Christian） （腓特烈·阿爾布雷希特長子） | 親王: 至1803年 公爵: 1803年起 阿历克塞·腓特烈·克里斯蒂安 （Alexius Frederick Christian） （腓特烈·阿爾布雷希特長子） | （被貝恩堡、德紹及克滕三系瓜分）                                                                                    | （被貝恩堡、德紹及克滕三系瓜分）                                                                                    | （被貝恩堡、德紹及克滕三系瓜分） | 公爵 路德維希·奧古斯特 （Louis Augustus） （奧古斯特·克里斯蒂安侄子）                                                        | 普萊斯系 腓特烈·斐迪南 （Frederick Ferdinand） （腓特烈·埃爾德曼次子）      | 1812年         |
| 1812年- 1817年 | 親王: 至1807年 公爵: 1807年起 利奧波德三世 （Leopold III） （利奧波德二世長子） | 公爵 阿历克塞·腓特烈·克里斯蒂安 （Alexius Frederick Christian） （腓特烈·阿爾布雷希特長子） | 公爵 阿历克塞·腓特烈·克里斯蒂安 （Alexius Frederick Christian） （腓特烈·阿爾布雷希特長子）                          | 公爵 阿历克塞·腓特烈·克里斯蒂安 （Alexius Frederick Christian） （腓特烈·阿爾布雷希特長子）                          | （被貝恩堡、德紹及克滕三系瓜分）                                                                                    | （被貝恩堡、德紹及克滕三系瓜分）                                                                                    | （被貝恩堡、德紹及克滕三系瓜分） | 公爵 路德維希·奧古斯特 （Louis Augustus） （奧古斯特·克里斯蒂安侄子）                                                        | 普萊斯系 腓特烈·斐迪南 （Frederick Ferdinand） （腓特烈·埃爾德曼次子）      | 1812年- 1817年 |
| 1817年- 1818年 | 公爵 利奧波德四世 （Leopold IV） （利奧波德三世長孫）                           | 公爵 阿历克塞·腓特烈·克里斯蒂安 （Alexius Frederick Christian） （腓特烈·阿爾布雷希特長子） | 公爵 阿历克塞·腓特烈·克里斯蒂安 （Alexius Frederick Christian） （腓特烈·阿爾布雷希特長子）                          | 公爵 阿历克塞·腓特烈·克里斯蒂安 （Alexius Frederick Christian） （腓特烈·阿爾布雷希特長子）                          | （被貝恩堡、德紹及克滕三系瓜分）                                                                                    | （被貝恩堡、德紹及克滕三系瓜分）                                                                                    | （被貝恩堡、德紹及克滕三系瓜分） | 公爵 路德維希·奧古斯特 （Louis Augustus） （奧古斯特·克里斯蒂安侄子）                                                        | 普萊斯系 腓特烈·斐迪南 （Frederick Ferdinand） （腓特烈·埃爾德曼次子）      | 1817年- 1818年 |
| 1818年- 1830年 | 公爵 利奧波德四世 （Leopold IV） （利奧波德三世長孫）                           | 公爵 阿历克塞·腓特烈·克里斯蒂安 （Alexius Frederick Christian） （腓特烈·阿爾布雷希特長子） | 公爵 阿历克塞·腓特烈·克里斯蒂安 （Alexius Frederick Christian） （腓特烈·阿爾布雷希特長子）                          | 公爵 阿历克塞·腓特烈·克里斯蒂安 （Alexius Frederick Christian） （腓特烈·阿爾布雷希特長子）                          | （被貝恩堡、德紹及克滕三系瓜分）                                                                                    | （被貝恩堡、德紹及克滕三系瓜分）                                                                                    | （被貝恩堡、德紹及克滕三系瓜分） | 公爵 腓特烈·斐迪南 （Frederick Ferdinand） （腓特烈·埃爾德曼次子）                                                           | 普萊斯系 亨利 （Henry） （腓特烈·斐迪南 第四子）                            | 1818年- 1830年 |
| 1830年- 1834年 | 公爵 利奧波德四世 （Leopold IV） （利奧波德三世長孫）                           | 公爵 阿历克塞·腓特烈·克里斯蒂安 （Alexius Frederick Christian） （腓特烈·阿爾布雷希特長子） | 公爵 阿历克塞·腓特烈·克里斯蒂安 （Alexius Frederick Christian） （腓特烈·阿爾布雷希特長子）                          | 公爵 阿历克塞·腓特烈·克里斯蒂安 （Alexius Frederick Christian） （腓特烈·阿爾布雷希特長子）                          | （被貝恩堡、德紹及克滕三系瓜分）                                                                                    | （被貝恩堡、德紹及克滕三系瓜分）                                                                                    | （被貝恩堡、德紹及克滕三系瓜分） | 公爵 亨利 （Henry） （腓特烈·斐迪南第四子）                                                                                  | 普萊斯系 路德維希 （Louis） （腓特烈·埃爾德曼 第四子）                      | 1830年- 1834年 |
| 1834年- 1841年 | 公爵 利奧波德四世 （Leopold IV） （利奧波德三世長孫）                           | 公爵 亞歷山大·卡爾 （Alexander Karl） （阿歷克塞·腓特烈·克里斯蒂安獨子）                    | 公爵 亞歷山大·卡爾 （Alexander Karl） （阿歷克塞·腓特烈·克里斯蒂安獨子）                                             | 公爵 亞歷山大·卡爾 （Alexander Karl） （阿歷克塞·腓特烈·克里斯蒂安獨子）                                             | （被貝恩堡、德紹及克滕三系瓜分）                                                                                    | （被貝恩堡、德紹及克滕三系瓜分）                                                                                    | （被貝恩堡、德紹及克滕三系瓜分） | 公爵 亨利 （Henry） （腓特烈·斐迪南第四子）                                                                                  | 普萊斯系 路德維希 （Louis） （腓特烈·埃爾德曼 第四子）                      | 1834年- 1841年 |
| 1841年- 1847年 | 公爵 利奧波德四世 （Leopold IV） （利奧波德三世長孫）                           | 公爵 亞歷山大·卡爾 （Alexander Karl） （阿歷克塞·腓特烈·克里斯蒂安獨子）                    | 公爵 亞歷山大·卡爾 （Alexander Karl） （阿歷克塞·腓特烈·克里斯蒂安獨子）                                             | 公爵 亞歷山大·卡爾 （Alexander Karl） （阿歷克塞·腓特烈·克里斯蒂安獨子）                                             | （被貝恩堡、德紹及克滕三系瓜分）                                                                                    | （被貝恩堡、德紹及克滕三系瓜分）                                                                                    | （被貝恩堡、德紹及克滕三系瓜分） | 公爵 亨利 （Henry） （腓特烈·斐迪南第四子）                                                                                  | 公爵 亨利 （Henry） （腓特烈·斐迪南第四子）                                 | 1841年- 1847年 |
| 1847年- 1863年 | 公爵 利奧波德四世 （Leopold IV） （利奧波德三世長孫）                           | 公爵 亞歷山大·卡爾 （Alexander Karl） （阿歷克塞·腓特烈·克里斯蒂安獨子）                    | 公爵 亞歷山大·卡爾 （Alexander Karl） （阿歷克塞·腓特烈·克里斯蒂安獨子）                                             | 公爵 亞歷山大·卡爾 （Alexander Karl） （阿歷克塞·腓特烈·克里斯蒂安獨子）                                             | （被貝恩堡、德紹及克滕三系瓜分）                                                                                    | （被貝恩堡、德紹及克滕三系瓜分）                                                                                    | （被貝恩堡、德紹及克滕三系瓜分） | 公爵 利奧波德四世 （Leopold IV） （利奧波德三世長孫）                                                                        | 公爵 利奧波德四世 （Leopold IV） （利奧波德三世長孫）                       | 1847年- 1863年 |
| 1863年         | 公爵 利奧波德四世 （Leopold IV） （利奧波德三世長孫）                           | 公爵 利奧波德四世 （Leopold IV） （利奧波德三世長孫）                                       | 公爵 利奧波德四世 （Leopold IV） （利奧波德三世長孫）                                                                | 公爵 利奧波德四世 （Leopold IV） （利奧波德三世長孫）                                                                | 公爵 利奧波德四世 （Leopold IV） （利奧波德三世長孫）                                                               | 公爵 利奧波德四世 （Leopold IV） （利奧波德三世長孫）                                                               | 公爵 利奧波德四世 （Leopold IV） （利奧波德三世長孫） | 公爵 利奧波德四世 （Leopold IV） （利奧波德三世長孫）                                                                        | 公爵 利奧波德四世 （Leopold IV） （利奧波德三世長孫）                       | 1863年         |

1. ↑  1665年威廉·路德維希逝世，安哈爾特-克滕支系絕嗣，領地改由普勒茨考支系的萊布雷希特及埃曼努爾所繼承，兩人同時放棄普勒茨考的統治權，普勒茨考重新併入安哈爾特-貝恩堡。
2. ↑  1818年安哈爾特-克滕公爵路德維希·奧古斯特逝世，安哈爾特-克滕支系大宗絕嗣，領地改由旁宗普萊斯系的腓特烈·斐迪南所繼承。
3. ↑  1847年安哈爾特-克滕公爵亨利逝世，安哈爾特-克滕支系大宗再次絕嗣，領地改由另一支系安哈爾特-德紹支系的利奧波德四世所繼承。

## 安哈爾特公爵 （1863年-1918年）
1803年至1807年，随着莱茵联盟的建立，安哈尔特各系均陸續升为公国，亲王升格成为了公爵。隨著安哈尔特-克滕和安哈尔特-贝恩堡相繼於1847年和1863年绝嗣，安哈尔特-德绍的利奥波德四世最終統一整個安哈尔特公国，其本人改稱安哈尔特公爵。其後的繼承人繼續統治整個安哈尔特，直到1918年11月12日君主制覆亡。
| 肖像            | 名稱                                                                | 統治年份        | 備註 |
| --------------- | ------------------------------------------------------------------- | --------------- | --- |
| 利奧波德四世    | 利奧波德四世 （Leopold IV） （1794年10月1日 – 1871年5月22日）       | 1863年 – 1871年 | |
| 腓特烈一世      | 腓特烈一世 （Frederick I） （1831年4月29日 – 1904年1月24日）        | 1871年 – 1904年 | 利奧波德四世與普魯士的弗蕾德里克的獨子。 |
| 腓特烈二世      | 腓特烈二世 （Frederick II） （1856年8月19日 – 1918年4月22日）       | 1904年 – 1918年 | 腓特烈一世與薩克森-阿爾滕堡的安東妮的次子。去世後無子。                                                                                                  |
| 愛德華          | 愛德華 （Eduard） （1861年4月18日 – 1918年9月13日）                 | 1918年          | 腓特烈一世與薩克森-阿爾滕堡的安東妮的第三子。在位不到五個月後就過世。                                                                                    |
| 約阿希姆·恩斯特 | 約阿希姆·恩斯特 （Joachim Ernst） （1901年1月11日 – 1947年2月18日） | 1918年          | 愛德華與薩克森-阿爾滕堡的路易絲·夏洛特的第三子。由於他繼任的時候年紀尚輕，公國事務由叔父艾瑞伯特代行攝政。在位不到兩個月後，他於1918年11月12日宣佈退位。 |

## 安哈尔特公爵继承人
被废黜后的安哈尔特公爵的后代仍自称安哈尔特公爵。
- 1918年—1947年：约阿希姆·恩斯特
- 1947年—1963年：利奥波德·弗里德里希·弗朗茨·齐格哈德·胡贝图斯·埃尔德曼 （Leopold FRIEDRICH Franz Sieghard Hubertus Erdmann，约阿希姆·恩斯特长子）
- 1963年至今：爱德华·尤利乌斯·恩斯特·奥古斯特·埃尔德曼 （EDUARD Julius Ernst August Erdmann，约阿希姆·恩斯特次子）

爱德华是安哈尔特的阿斯卡尼家族的最后一位男嗣，只有三个女儿。如果他不幸去世，阿斯卡尼家族将绝嗣。爱德华指定他的长女尤莉娅·卡塔琳娜（1980年出生）为他的继承人。
另外，阿斯卡尼家族还有两支男性分支。一个是利奥波德三世的其中一位私生子瓦德西伯爵弗朗茨，他是八国联军总司令瓦德西元帅的祖父。该家族现任族长博恩哈德伯爵是爱德华公爵的庶堂侄，有一子一女。另一个是安哈尔特-贝恩堡-绍姆堡-霍伊姆公爵维克托二世的堂弟弗里德里希王子与平民卡罗琳·维斯塔普贵庶通婚的后代维斯塔普伯爵。德国保守派政治家库诺·冯·维斯塔普就是出自该家族。该家族现任族长卡尔，有三子一女。
1980年，安哈尔特的玛丽-奥古斯塔公主合法收养了商人汉斯·利希滕贝格，后者后来改名为弗雷德里克·冯·安哈尔特亲王。据冯·安哈尔特亲王（Prinz von Anhalt）称，他每月给她4000美元（德国消息人士称，每月2000德国马克）的经济支持。弗雷德里克·冯·安哈尔特亲王还是莎莎·嘉宝的最后一任丈夫。